# Augustin Warlo

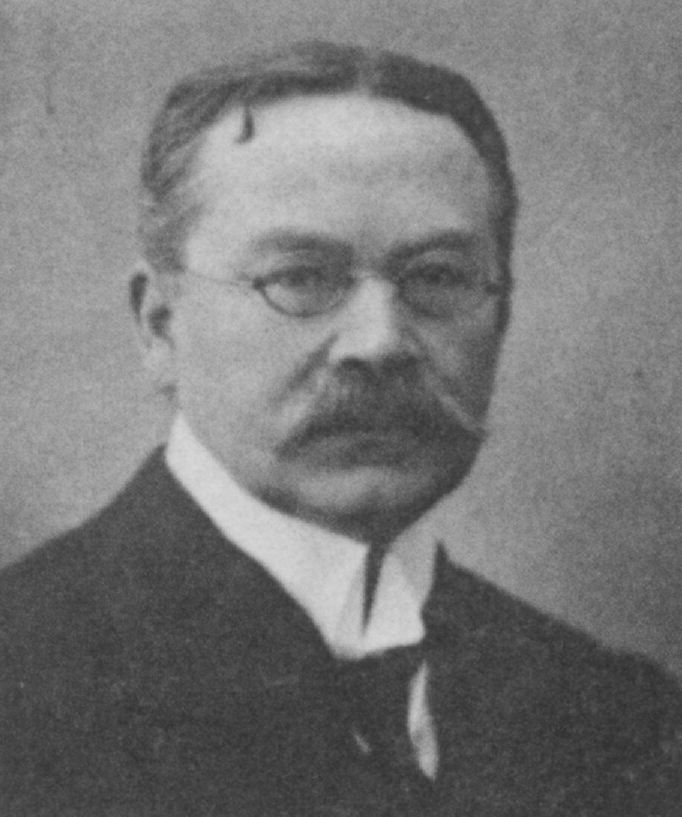
Augustin Warlo als Reichstagsabgeordneter 1912

Augustin Warlo (* 6. April 1858 in Zabelkau; † 5. Februar 1918 in Gleiwitz) war Landmesser und Mitglied des Deutschen Reichstags.

## Leben
Warlo besuchte die Volksschule in Zabelkau und Ratibor, das Gymnasium in Ratibor und die landwirtschaftliche Akademie zu Bonn-Poppelsdorf. Während seines Studiums wurde er 1881 Mitglied der KDStV Bavaria Bonn im CV. 1882–83 war er Vermessungsbeamter der Königlichen Spezialkommission zu Breslau, von 1884 bis 1887 desgleichen zu Ratibor, 1888 desgleichen in Beuthen, 1889 bis 1892 desgleichen zu Gleiwitz und seit 1893 geschäftsführender Oberlandmesser bei der Königlichen Spezialkommission zu Gleiwitz. Zwischen 1896 und 1902 war er Stadtverordneter und seit 1903 unbesoldeter Stadtrat in Gleiwitz.
Ab 1912 war er Mitglied des Deutschen Reichstags für den Wahlkreis Regierungsbezirk Oppeln 4 Lublinitz, Tost-Gleiwitz und die Deutsche Zentrumspartei.